# Gary L. Stewart
Gary L. Stewart, nascido a 26 de fevereiro de 1953 em Stockton, Califórnia, foi o Imperator e o presidente da diretoria da AMORC entre 1987 e 1990. Após alegações internas de desvio de fundos, foi afastado do cargo de presidente pela diretoria da AMORC. Em 10 de agosto de 1993, a AMORC solicitou ao Tribunal Superior do Condado de Santa Clara na Califórnia a retirada das acusações feitas contra ele em prejuízo dela. Em 1996, fundou uma outra organização dedicada ao Rosacrucianismo denominada Confraternidade da Rosa+Cruz (CR+C), da qual é o atual Imperator. Gary L. Stewart também é o Cavaleiro Comandante (Knight Commander) da Ordo Militiae Cruciferae Evangelicae (OMCE) e Grande Mestre Soberano (Sovereign Grand Master) da Ordem Martinista Britânica (BMO - British Martinist Order).
Atualmente, a Ordem Martinista Britânica está ativa nos países de língua inglesa, em Gana e no Brasil. As demais organizações estão ativas nos Estados Unidos, Reino Unido, Gana, Brasil, Austrália e em outros países.
Em novembro de 2020, Gary L. Stewart aposentou-se dos Ofícios que ocupava na OMCE e na CR+C, tendo nomeado Marcoli Cyrille para substituí-lo nessas funções.

## Questões Legais
Em 1990, Stewart foi removido de seu cargo de presidente da diretoria da AMORC pelo voto majoritário da nova diretoria expandida da organização e foi processado no Tribunal Superior da Califórnia com alegações de desfalque (Caso nº. 1-90-CV-700028, Rosicrucian Order-Vs-Stewart Et Al). Além de outras pessoas, o Silicon Valley Bank e o Banc Agricol i Comercial foram também acusados nessa ação. As alegações de desfalque envolveram a acusação de obtenção de uma linha de crédito de cinco milhões de dólares em nome da AMORC com o Silicon Valley Bank e a transferência de três milhões de dólares para o Banc Agricol em Andorra sem a aprovação adequada da diretoria. Stewart afirma que os fundos foram transferidos de uma conta bancária da AMORC para outra da própria instituição com o propósito de lançar a semente para formação de uma Grande Loja na Espanha. A maioria dos diretores da AMORC afirmava que o estabelecimento de uma linha de crédito e a subseqüente transferência de fundos foram feitos sem seu conhecimento. Uma transferência adicional de quinhentos mil dólares, que Stewart sustentava visar o pagamento de honorários e lançar as sementes para outros programas correlatos da AMORC, também estava sendo discutida na ação.
Stewart respondeu alegando que todas as transações bancárias haviam sido feitas adequadamente e toda documentação, incluindo a decisão corporativa para se fazer o empréstimo, havia sido devidamente assinada pelos diretores adequados. A alegação de Stewart foi apoiada pelo Silicon Valley Bank. Adicionalmente, Stewart moveu uma reconvenção que incluía alegações de malversação financeira e de desfalque por parte de vários outros diretores. Em dezembro de 1991, Stewart solicitou a retirada de toda sua reconvenção em seu prejuízo (o que significa que ele não pode propor tal ação novamente) e ela foi oficialmente retirada em 7 de janeiro de 1992.
Em 1993, a Insurance Company of North America solicitou permissão, como parte interessada, para participação na ação movida pela AMORC e para a continuação do processo, alegando fraude em seguros por parte da AMORC resultante de solicitação em outubro de 1990 de pagamento de indenização relativa a este caso. Após essa solicitação da Insurance Company of North America, a AMORC buscou ativamente entrar em acordo com todas as partes envolvidas em sua ação e Stewart foi contatado em 27 de maio de 1993. Em 10 de agosto de 1993, a ação da AMORC contra Stewart foi acordada fora dos tribunais e foi retirada pela AMORC em prejuízo dela (o que significa que a AMORC não pode propor tal ação novamente contra ele).
As ações entre Stewart e a AMORC foram acordadas fora dos tribunais e nenhuma das partes envolvidas na ação e na reconvenção foi jamais acusada ou condenada de quaisquer crimes. Não houve nenhuma decisão judicial relativa a essas ações e Stewart nunca contestou o direito da diretoria da AMORC de removê-lo, por voto majoritário, de seu cargo de presidente. A questão de se ele poderia ou não ser removido legalmente do Ofício de Imperator nunca foi considerada — nem pelos tribunais nem pelas diretrizes internas da AMORC, conforme eram definidas pela Constituição e pelos Estatutos que dirigiam a organização naquela época.
Stewart foi também processado em 1992 por Maynard Law Offices por quebra de contrato (Caso nº. 1-92-CV-720163, Maynard Law Offices-Vs-Stewart), pois estava impossibilitado de pagar os honorários advocatícios. A questão foi resolvida por conciliação naquele mesmo ano.

## Imperatores da AMORC
- Harvey Spencer Lewis (1909 - 1939)
- Ralph Maxwell Lewis (1939 - 1987)
- Gary L. Stewart (1987 - 1990)
- Christian Bernard (1990 - 2019)
- Cláudio  Mazzucco (2019 - presente)